# HD 192263
HD 192263 és una estrella de la 8a magnitud de la constel·lació d'Aquila. El tipus espectral de l'estrella és K2V, la qual cosa significa que és una nana de la seqüència principal taronja una estrella una mica més freda i menys lluminosa que el Sol. No és visible per a l'ull nu, però es pot atalaiar fàcilment amb binoculars o amb un petit telescopi.
Aquesta estrella està molt a prop de l'equador.
S'ha senyalat diversos companys d'aquesta estrella, però són probablement components òptics en la visual o observacions espuris.

## Sistema planetari
L'estel HD 192263, posseeix un sistema planetari, format per un planeta, anomenat HD 192263 b.